# Kojima Kendō
Kojima Kendō (小島賢道; * 25. Oktober 1898 im Dorf Nana'yo, Kaito-gun, Präfektur Aichi; † 22. August 1995 in Toyama) war eine zen-buddhistische Nonne, die in der japanischen Sōtō-shū durchsetzte, dass weibliche Ordinierte einer Gleichstellung näherkamen.

## Leben
Kojima Kendō war jüngstes von fünf Kindern und dritte Tochter des Kojima Sōgōro. In den Sommerferien nach der fünften Klasse wurde sie Novizin. Für die damalige Zeit ungewöhnlich erhielt sie noch weitere acht Jahre Schulbildung. Sie wurde in Nagoya in einer 1903 speziell für Nonnen eingerichteten Schule, der strengen Nisōsodō (die spätere 愛知専門尼僧堂) zum Ritus ausgebildet. Die Schule wurde bei einem Taifun 1912 verwüstet, von den Nonnen in den Folgejahren wieder aufgebaut. Ihren weltlichen Abschluss erreichte Kojima 1918 an der Aichi Gakuin.
Es dauerte mehrere Jahre, bis sie, neben drei oder vier weiteren Nonnen, als eine der ersten Frauen überhaupt die Zulassung zum Studium an der sekteneigenen Komazawa-Universität erreichte, die sie danach drei Jahre besuchte. Die nächsten zehn Jahre lehrte sie an der Nisōsodō. Bereits seit 1930 agitierte sie für Mitspracherechte der Nonnen in der Führung der streng hierarchisch organisierten Sōtō-Schule.
Von ihren Lehrverpflichtungen freigestellt, lebte sie von 1938 bis zum Beginn des Pazifikkriegs auf Hawaii, wo sie vor allem unter Auswandererfrauen der zweiten Generation seelsorgerisch tätig war.
Nach Japan zurückgekehrt wirkte sie wieder an der Nisōsodō. Sie sah in der soliden Bildung von Nonnen einen Hebel, die patriarchalischen Strukturen aufzubrechen; dabei war sie selbst eine strenge Lehrerin.
Seit 1944 stand Kojima der neu gegründeten „Vereinigung der Sōtō-Nonnen“ (Sōtō-shū Nisō Gokokudan, 曹洞宗尼僧護国団 nach dem Krieg 曹洞宗尼僧団, Sōtō-shū Nisōdan) vor. Diesen Posten behielt sie bis 1963, als es ihr zunehmend schwerer fiel, zwischen ihrem Wohnort Nagoya und dem Sitz der Organisation in Tokyo zu pendeln.

Zugleich arbeitet sie in der leitender Stellung 1951 bis 1961 in der nationalen Nonnen-Vereinigung (全日本仏教尼僧法団) mit; 1961–65 als Direktorin. Sie engagierte sich 1952–65 auch in der „japanischen Vereinigung buddhistischer Frauen.“
Nachdem die amerikanischen Besatzer am 9. Oktober 1945 fünf grundlegende, unbedingt durchzuführende Reformen festgelegt hatten – eine davon war die Gleichstellung von Mann und Frau – handelte Kojima schnell. Sie organisierte im Dezember im Eihei-ji einen Sesshin, bei dem Dōgens frauenfreundlicher Text Raihaitokuzui studiert wurde und plädierte auch im nächsten Jahr dafür, dass Frauen prinzipiell Zugang zur Komazawa-Universität haben sollten, Nonnen auch den beiden Haupttempeln als Äbte vorstehen dürften, bei Abstimmungen gleichberechtigt werden und dass Nonnen das „Dharma weitergeben“ würden dürfen. Sukzessive stimmten die Sektenoberen bis 1953 den meisten dieser Anliegen zu. Weitere kleinere Reformen folgten bis 1965, zum großen Teil dem 35 Jahre dauernden Bemühen Kojimas zu verdanken.
Weiterhin blieb Kojima sozial engagiert. So gründete sie für ausgebombte Tokioter im Januar 1947 das Lumbini-Waisenhaus in Toyama. Dessen Leitung übernahm die Nonne Taniguchi Setsudō (1901–65).

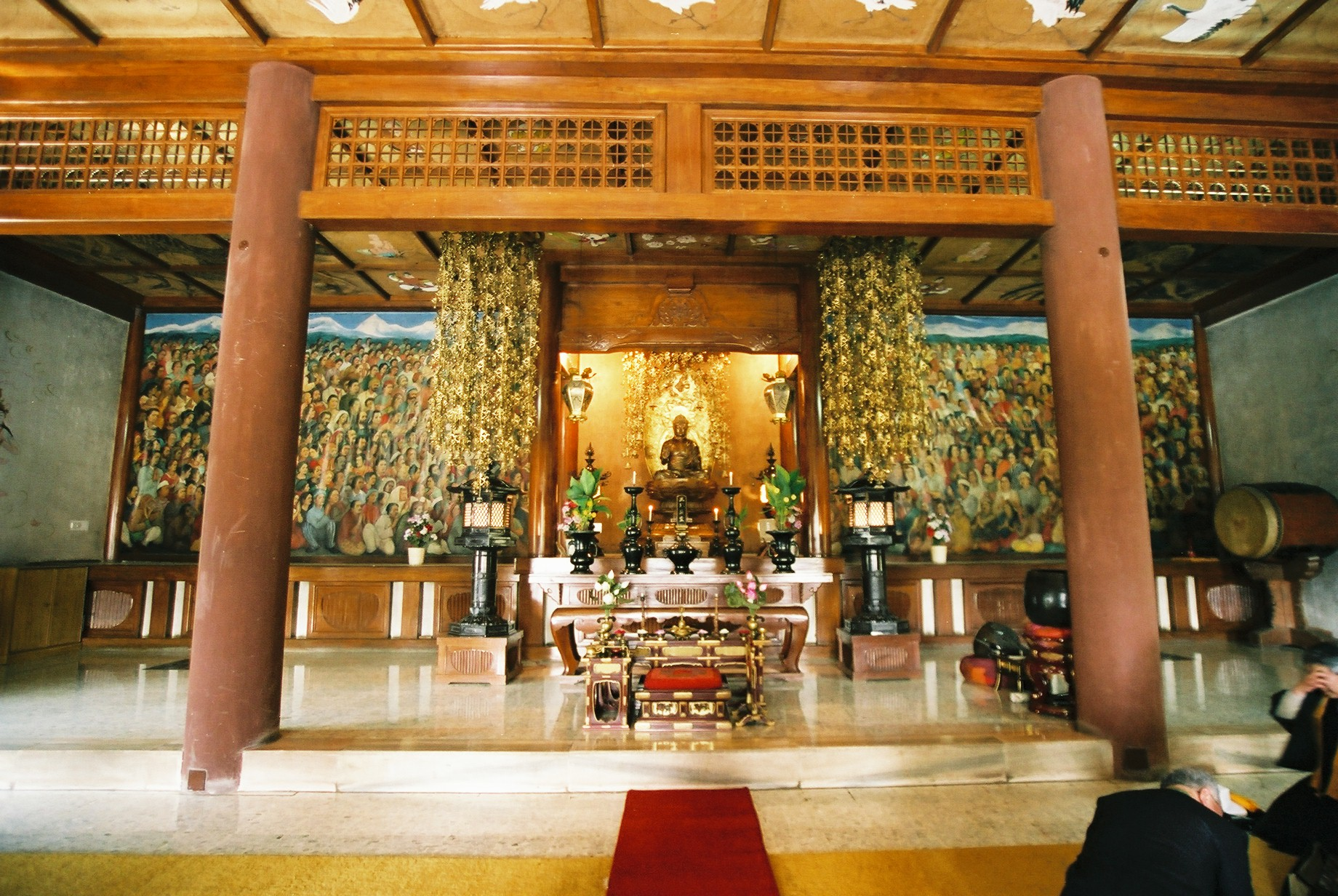
Altar des Nippon-ji in Bodhgaya (2005)

Zum dritten World Buddhist Congress, abgehalten in Birma im Jahre 1954, wurde sie als Delegierte entsandt. Die Delegation reiste im Anschluss nach Indien. Kojima fiel auf, dass unter den Tempeln der verschiedenen Länder in Bodhgaya kein japanischer war. Ihr Schüler Kitō Shuntō (* 1925) übernahm die Aufgabe, einen Tempel, der alle japanischen Schulen repräsentiert, bauen zu lassen. Einweihung des Nippon-ji war am 3. Dezember 1973 unter Kojimas Leitung.
Von 1958 bis 1965 betreute Kojima die aus Vietnam zum Studium nach Japan gesandten Nonnen.
Als besondere Ehre zu betrachten ist, dass sie 1980 die 700-Jahr-Feier zum Andenken an Koun Ejō im Eihei-ji leiten und dabei eine gelbe Ehrenrobe tragen durfte.
Seit 1982 erkrankt, zog sich Kojima zunächst in einen Tempel in Toyoda zurück, begab sich aber dann ins Lumbini-en, wo sie auch starb.
In ihren letzten Lebensjahren, die inzwischen 93-Jährige war bettlägerig, begann sie sich der Kalligraphie zu widmen, die sie vor allem auf quadratischem Karton (shikishi) ausführte.

## Werke
Mitherausgeberin:
- 曹洞宗尼僧史 (Sōtō-shū Nisō-shi), „Geschichte der Sōtō-Nonnen“
- Zeitschrift Hanahachisu (ab 1961), Hausblatt der Nonnenvereinigung